# 北門里 (金門縣)
北門里是中華民國福建省金門縣金城鎮的一個里，北與西門里接壤，東與金寧鄉榜林村相接、西與南門里浯江溪相鄰，人口約四千五百人。1935年實施地方自治時設後浦聯保，1950年析置北門里。
古稱後浦，宋乾道年間（1163-1189），泉州人梁克家、梁立祖携家族來此開墾，元末陳興仁家族、許忠浦家族相繼入墾，清代晉江人王國宗等王氏亦遷入。康熙二十一年（1682年），金門鎮總兵陳龍遷總兵署於後浦，此地遂成為金門商業中心。。1960至1963年，陸續修建三條幹道，成為金門縣陸路交通的主要節點，福建省政府、金門縣政府、金城鎮公所亦遷至此。